# SLAMF1
SLAMF1 (англ. Signaling lymphocytic activation molecule family member 1) – білок, який кодується однойменним геном, розташованим у людей на короткому плечі 1-ї хромосоми.  Довжина поліпептидного ланцюга білка становить 335 амінокислот, а молекулярна маса — 37 231.
| 10         |  | 20         |  | 30         |  | 40         |  | 50         |
| ---------- |  | ---------- |  | ---------- |  | ---------- |  | ---------- |
| MDPKGLLSLT |  | FVLFLSLAFG |  | ASYGTGGRMM |  | NCPKILRQLG |  | SKVLLPLTYE |
| RINKSMNKSI |  | HIVVTMAKSL |  | ENSVENKIVS |  | LDPSEAGPPR |  | YLGDRYKFYL |
| ENLTLGIRES |  | RKEDEGWYLM |  | TLEKNVSVQR |  | FCLQLRLYEQ |  | VSTPEIKVLN |
| KTQENGTCTL |  | ILGCTVEKGD |  | HVAYSWSEKA |  | GTHPLNPANS |  | SHLLSLTLGP |
| QHADNIYICT |  | VSNPISNNSQ |  | TFSPWPGCRT |  | DPSETKPWAV |  | YAGLLGGVIM |
| ILIMVVILQL |  | RRRGKTNHYQ |  | TTVEKKSLTI |  | YAQVQKPGPL |  | QKKLDSFPAQ |
| DPCTTIYVAA |  | TEPVPESVQE |  | TNSITVYASV |  | TLPES      |  |            |

A: Аланін

C: Цистеїн

D: Аспарагінова кислота

E: Глутамінова кислота

F: Фенілаланін

G: Гліцин

H: Гістидин

I: Ізолейцин

K: Лізин

L: Лейцин

M: Метіонін

N: Аспарагін

P: Пролін

Q: Глутамін

R: Аргінін

S: Серин

T: Треонін

V: Валін

W: Триптофан

Кодований геном білок за функціями належить до рецепторів клітини-хазяїна для входу вірусу, рецепторів, фосфопротеїнів. 
Задіяний у таких біологічних процесах як клітинна адгезія, адаптивний імунітет, імунітет, вроджений імунітет, взаємодія хазяїн-вірус, поліморфізм. 
Локалізований у клітинній мембрані, мембрані.
Також секретований назовні.